# Jakob Ernst Thomann von Hagelstein

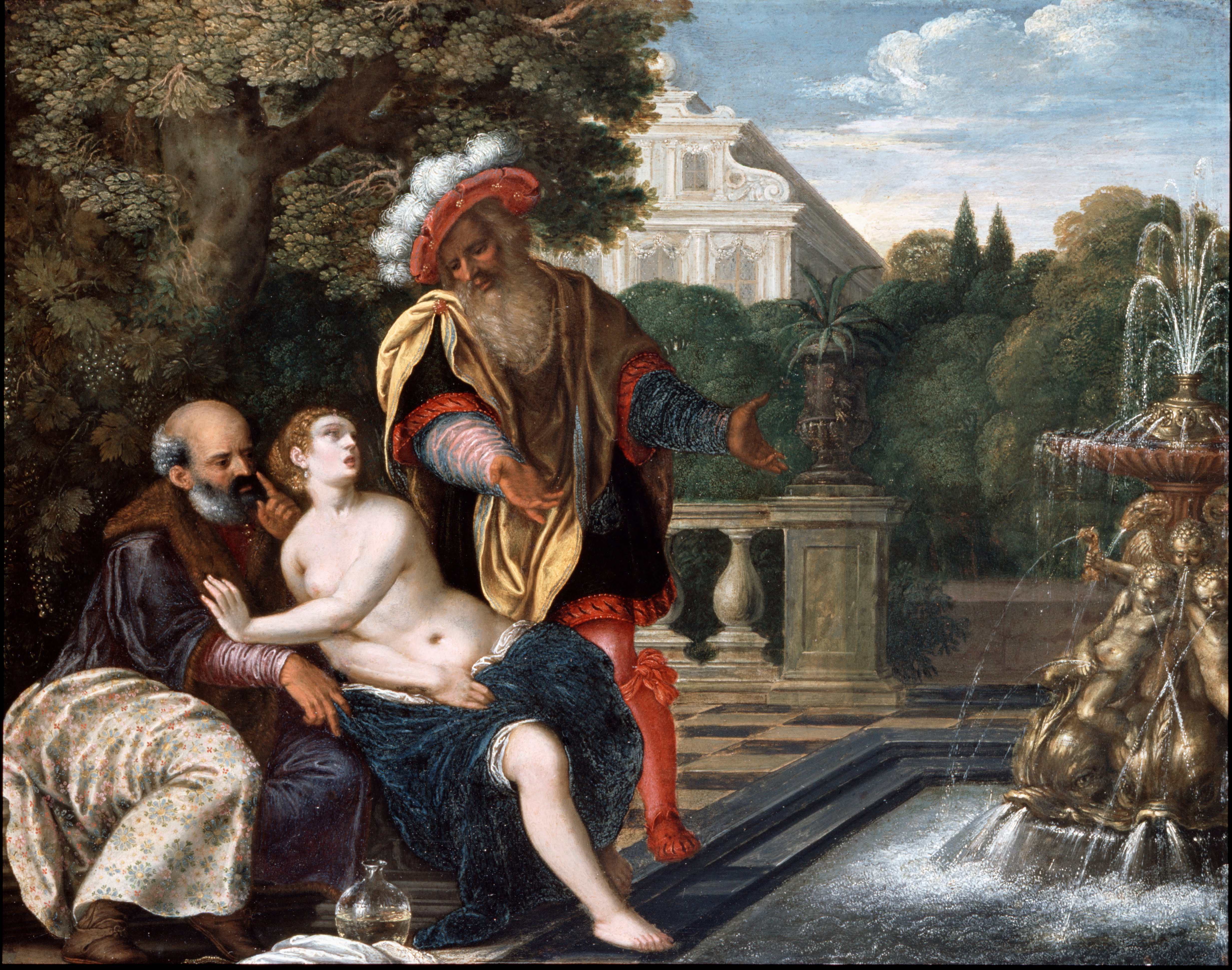
Susanna en de oudsten. (Jakob Ernst Thomann von Hagelstein, 1620-1630)

Jakob Ernst Thomann von Hagelstein (Lindau, 1588 - aldaar, 2 oktober 1653) was een Duits hofschilder.
Thomann is ook bekend als Nestus Thomann. Hoewel er verwarring bestaat over zijn exacte geboorteplaats, stelt de Duitse kunsthistoricus Joachim von Sandrart dat hij geboren werd in Hagelstein nabij Lindau. 
Op jonge leeftijd vertrok Thomann naar Italië, waar hij van circa 1605 tot 1620 verbleef in Napels, Genua en Rome. In Rome raakte hij bevriend met vooraanstaande kunstenaars zoals Adam Elsheimer, Pieter Lastman en Jan Pynas. Elsheimer had een grote invloed op Thomanns werk. Hoewel hij verschillende Nederlandse schilders kende, heeft hij zelf Nederland nooit bezocht. 
Na de dood van Elsheimer keerde Thomann terug naar zijn geboortestreek, waar hij in dienst trad van Ferdinand III, keizer van het Heilige Roomse Rijk. In deze rol werkte hij waarschijnlijk als hofschilder, hoewel er weinig specifieke details over zijn werkzaamheden in deze periode bekend zijn.
- Biografisch Portaal: 93150591
- Gemeinsame Normdatei: 129254975
- International Standard Name Identifier: 0000 0000 6679 8642
- Library of Congress Control Number: no2023045819
- RKD-Nederlands Instituut voor Kunstgeschiedenis: 35220
- Système universitaire de documentation: 269651888
- Union List of Artist Names: 500021448
- Virtual International Authority File: 3547412
- WorldCat: E39PBJhGVPwPFqfcxPt6tGcdcP